# 國際科學聯盟
国际科学联盟（沿用旧名ICSU缩写）又称國際科學理事會，簡稱國際科聯，舊稱國際科學聯合會理事會、国际科学联盟理事会（英語：International Council of Scientific Unions，缩写：ICSU），是世界上最大的非政府組織及國際學術組織之一，致力于通过多边主义开展国际合作，促进科学进步的国际非政府组织。其成员包括各国科学机构和国际科学联合会。

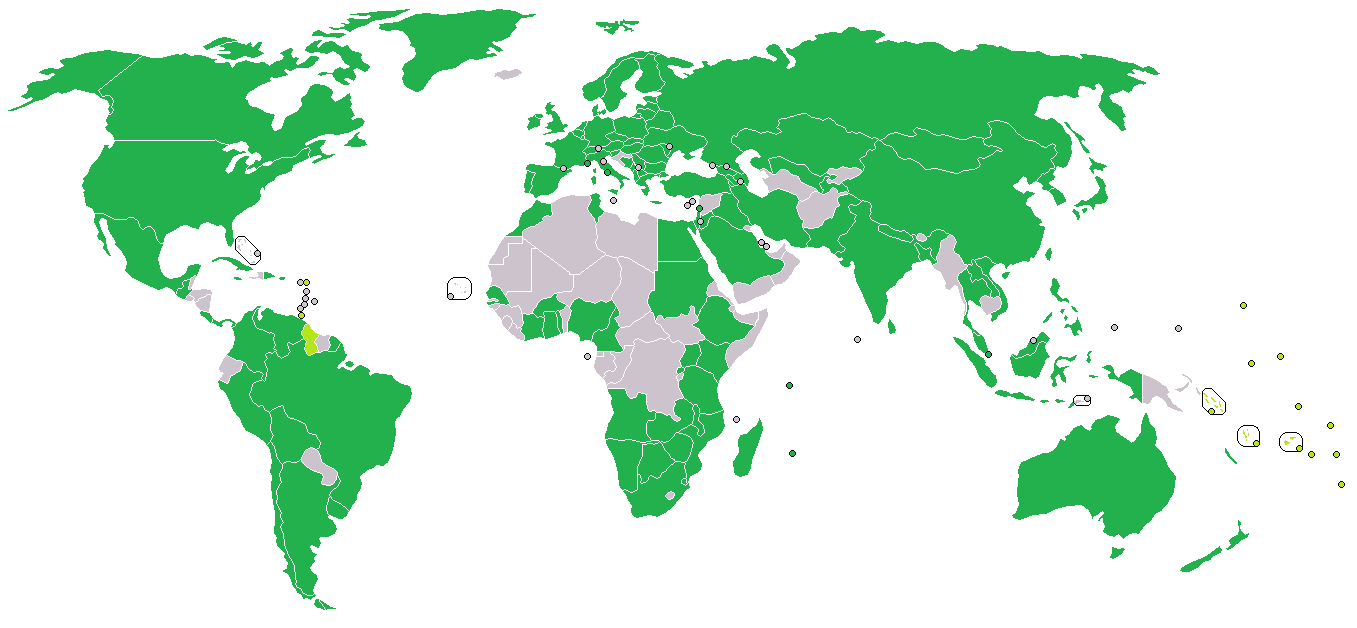
成員國
與加勒比科學院或南太平洋大學有關係的成員國

2018年，国际科学联盟和国际社会科学理事会合并为國際科學理事會（International Science Council，ISC）。

## 歷史與宗旨
它的前身為國際研究理事會（International Research Council），1931年於比利時布魯塞爾成立。理事會的宗旨是鼓勵及推動國際科技與學術活動，促進國際科學理事會會員及各個國家會員間之合作，促進、規劃、協調或參加國際科技計畫推展事項，擔任國際性科學議題之諮商組織，促進大眾理解科學等等。於1998年4月改為現名，總部及秘書處則遷往法國巴黎。
理事會集中了在自然科學各個領域的專家及學者代表，在它所召開的各個會議中經常反映出各國科學界共同關心的研究問題，同時也代表了當代世界科學發展的水準與動向。

## 會員

### 正式會員
正式會員分為兩種：國際科學聯合成員及國家會員。

#### 國際科學聯合成員（Scientific Union）
必須為國際性的非政府專業組織，而且在某一科學領域內已存在6年以上才符合資格。
国际纯粹与应用物理联合会，國際數學聯合會，國際天文聯合會，國際純粹與應用化學聯合會等都屬此類成員。

#### 國家會員（National Member）
必須為科學院、研究院、研究理事會、科學機構、學術團體、科學學會或協會等的國家級學術組織。而且至少須存在4年以上，在特定國家或地區內能構代表某一科學領域的學術團體才符合資格。
來自各個國家的科學家也可以成立科學機構（學院、研究理事會等）申請作為國家會員，或是透過國家會員（每個國家不超過1個）參加或依附於國際科學聯合會而成為附屬成員。

### 聯繫會員（Affiliated Member）
聯繫會員是指有資格，但是尚未完全準備成為正式會員的學術機構。聯繫會員有義務支持國際科學聯合會宗旨，堅持科學普遍性的原則，同時承擔財務方面的責任。
聯繫會員之中又分為三種：國家會員、國際科學聯合會成員及區域性學術團體。

#### 國家聯繫會員
必須為有潛力及資格的科學院、研究院、研究理事會、科學機構、學術團體、科學學會或協會等的國家級學術組織。必須為科學院、研究院、研究理事會、科學機構、學術團體、科學學會或其他的學術組織。通常國家聯繫會員在6年之後可申請成為正式會員。

#### 國際科學聯繫成員
指研究領域不屬於國際科學聯合會的範圍，但是為相關研究領域（例如人類學、醫學、社會學等）的科學組織，這類組織至少須存在6年。此類的會員並沒有投票權。

#### 區域性聯繫成員
來自各個國家的科學家成立的科學組織（科學院、研究理事會等），其研究領域不屬於國際科學聯合會的範圍，但是為相關研究領域。此類的會員並沒有投票權。

### 觀察員（Observer）
假如會員無法承擔財務方面的責任，則只能成為觀察員。通常觀察員的身分將保留不超過6年。觀察員應該立即檢討或改正，重新申請為會員。
到2002年9月底，國際科學理事會有101個國家會員（包括73個正式會員，15個附屬成員及13個觀察員），27個國際科學聯合成員，26個國際科學聯繫成員和4個區域性聯繫成員。

## 組織

### 全體大會（General Assembly）
國際科學理事會最高決策機構，由國際科學聯合成員和國家成員組成。執行局提報的研究議題與項目就在全體大會中被討論。全體大會每三年召開一次。

### 執行局（Executive Board）
由6位官員和8位一般成員組成（從國家會員和國際科學聯合成員中選出各4位），一般成員可連任兩屆，但每一屆全體大會須有半數的一般成員（來自國家會員和國際科學聯合成員各2位）更換。除了主席和上屆主席外，任何人不得在執行局連任9年。
執行局對全體大會負責，監督國際科學理事會的運作；向全體大會推薦討論的領域和項目；提議建立內部機構（委員會和行政機構）；執行和交流國際科學理事會的政策和觀點。

### 委員會（Committees）
一般主要運作的機構，國際科學理事會底下的常設委員會負責主要的國際交流工作。共分為三大類：
1. 政策委員會（Policy Committees）
2. 諮詢委員會（Advisory Committees）
3. 特別委員會（Ad hoc committees）

### 秘書處（Secretariat）
負責一般的聯繫事項。目前秘書處共有14位成員。

## 外部連結
- ICSU - International Council for Science
- 國際科學聯盟的Facebook專頁
- 國際科學聯盟的X（前Twitter）
- 國際科學聯盟在Flickr上的页面
- 世界經理人，国际科学理事会（ICSU），https://web.archive.org/web/20150906225649/http://www.cajcd.cn/pub/wml.txt/9808_10_2.html，2003-05-22